# Federal Hockey League 2014-2015
La Federal Hockey League 2014-2015 è la quinta edizione di questo campionato.

## Squadre partecipanti
Numerosi sono i cambiamenti rispetto alla stagione precedente: il numero di squadre è tornato da 4 a 6. Sono infatti state iscritte due nuove compagini: South Western Pennsylvania Magic (la cui iscrizione venne annunciata già nell'aprile del 2014) e Berkshire Battallion (che fu invece annunciata a settembre)
Inoltre, i Watertown Privateers, a seguito del cambio di proprietà cambiarono colori sociali e nome, che fu scelto dai tifosi, divenendo Watertown Wolves.
Dopo aver disputato un solo incontro (peraltro perso 2-10 contro l'altra matricola, i Battallion) i SWPA Magic vennero sciolti. Una nuova squadra, i Steel City Warriors, fu annunciata il successivo 22 ottobre 2014.

## Stagione Regolare
| Squadra              | PG       | V        | VOT      | POT      | P        | GF       | GS       | Pt       | %        |
| -------------------- | -------- | -------- | -------- | -------- | -------- | -------- | -------- | -------- | -------- |
| Watertown Wolves     | 54       | 32       | 6        | 3        | 13       | 247      | 185      | 111      | 0.685    |
| Dayton Demonz        | 56       | 33       | 5        | 4        | 14       | 279      | 174      | 113      | 0.673    |
| Danville Dashers     | 56       | 25       | 6        | 5        | 20       | 238      | 193      | 92       | 0.548    |
| Danbury Whalers      | 54       | 24       | 3        | 6        | 21       | 204      | 186      | 84       | 0.519    |
| Berkshire Battallion | 55       | 23       | 2        | 3        | 27       | 248      | 243      | 76       | 0.461    |
| Steel City Warriors  | 48       | 2        | 1        | 2        | 43       | 137      | 364      | 10       | 0.069    |
| SWPA Magic           | ritirata | ritirata | ritirata | ritirata | ritirata | ritirata | ritirata | ritirata | ritirata |

## Playoff
|  | Semifinali       | Semifinali       | Semifinali | Semifinali | Semifinali |  |  | Finale           | Finale           | Finale | Finale | Finale | Finale | Finale |  |
|  |                  |                  |            |            |            |  |  |                  |                  |        |        |        |        |        |  |
|  | Watertown Wolves | Watertown Wolves | 2          | 3          | 5          |  |  |                  |                  |        |        |        |        |        |  |
|  | Danbury Whalers  | Danbury Whalers  | 4          | 2          | 2          |  |  | Watertown Wolves | Watertown Wolves | 8      | 1      | 5      | 1      | 6      |  |
|  | Dayton Demonz    | Dayton Demonz    | 7          | 4          | 2          |  |  | Danville Dashers | Danville Dashers | 2      | 3      | 2      | 2      | 2      |  |
|  | Danville Dashers | Danville Dashers | 8          | 2          | 3          |  |  |                  |                  |        |        |        |        |        |  |

I Watertown Wolves vincono il loro primo titolo.

## Premi
| Premio                     | Vincitore             | Squadra              |
| -------------------------- | --------------------- | -------------------- |
| MVP                        | Justin MacDonald      | Watertown Wolves     |
| MVP - Playoff              | Cody Dion             | Watertown Wolves     |
| Miglior portiere           | Josselin St. Pierre   | Watertown Wolves     |
| Miglior difensore          | Brian Marks           | Dayton Demonz        |
| Miglior difensore          | Jeff Sanders          | Berkshire Battallion |
| Miglior marcatore - Punti  | Ahmed Mahfouz (106)   | Dayton Demonz        |
| Miglior marcatore - Gol    | Justin MacDonald (46) | Watertown Wolves     |
| Miglior marcatore - Assist | Ahmed Mahfouz (68)    | Dayton Demonz        |
| Rookie dell'anno           | Gehrett Sargis        | Danville Dashers     |
| Rookie dell'anno           | Mike Dolman           | Berkshire Battallion |
| Miglior Plus/Minus         | Ahmed Mahfouz (+61)   | Dayton Demonz        |
| Miglior allenatore         | Brent Clarke          | Watertown Wolves     |
| Miglior allenatore         | Darin Lane            | Berkshire Battallion |